# Radio pe internet

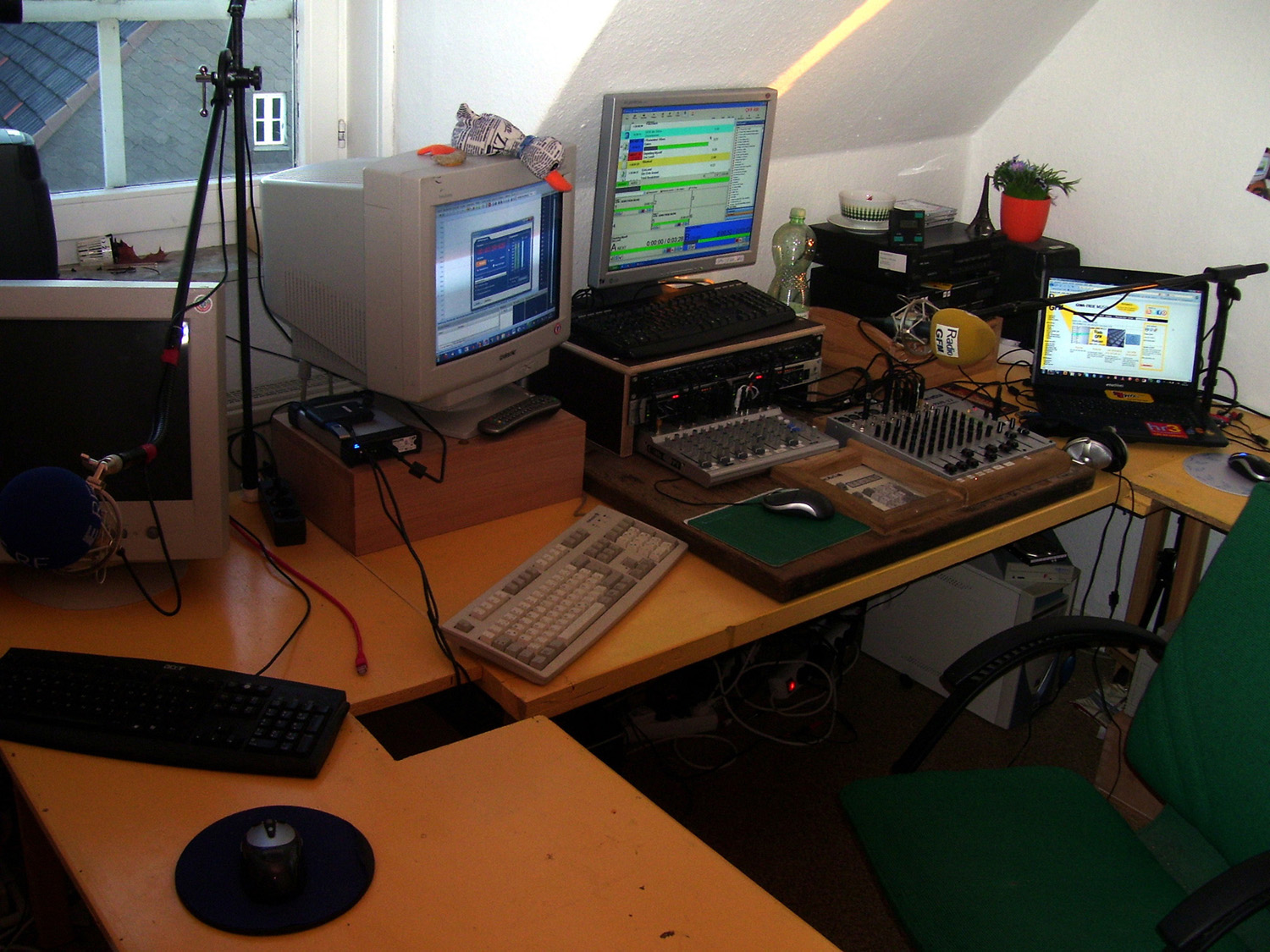
Studio modern de radio internet

Radio pe internet cunoscut și sub denumirile de radio online, internet radio, web radio, net radio, streaming radio sau e-radio, este numele general dat posturilor de radio care emit pe rețeaua internet. Broadcasting-ul (radiocomunicația) pe Internet este numit, de obicei, webcasting. Există posturi radio care transmit exclusiv pe web sau posturi AM sau FM care oferă streaming și pe internet. Majoritatea radiourilor care transmit exclusiv online sunt orientate spre diferite subiecte în funcție de categoriile de public ascultător. Multe radiouri difuzează un singur gen sau mai multe genuri muzicale, în timp ce altele sunt de tip talk show.
Comparativ cu tehnicile radio clasice, radiourile online au mai multe componente interactive: chat, forum, blog, podcast, emisiuni "on demand" (la cerere) etc. De asemena, multe radiouri online au atașate camere web fiind astfel vizibil ce se întâmplă în studio. Broadcastul se recepționează pe notebook-uri, PC-uri sau telefoane mobile cu internet mobil .
Radiourile online se bucură de o mai mare liberate de expresie, ele nefiind subordonate normelor de rating și audiență impuse radiourilor care emit în aer. 

## Scurt istoric
Prima emisie de radio prin Internet, „Internet Talk Radio”, a fost făcută de Carl Malumud  în 1993 și folosea tehnologia denumită Mbone  („multicast backbone”). Internet Talk Radio era un talk show săptămânal ce difuza interviuri cu experți în calculatoare. 
În 1994, postul de radio WXYC al Universității Carolina de Nord, și-a început transmisia prin intermediul internetului simultan cu cea în FM, urmat imediat de multe radiouri tradiționale, unele renunțând la transmisia în FM și recurgând doar la on line. 
Prima stație de radio care a emis exclusiv pe Internet, „Radio HK”, a fost înființată în 1995 de Norman Hajjar împreună cu New Media Lab, o agenție de publicitate din Marina del Rey, California. Pentru transmisie Radio HK folosea tehnologia multicast. Mai târziu, Radio HK a devenit unul dintre primele servere RealAudio. 
În Europa, primul web radio a fost Virgin Radio, apărut în 1996 în Marea Britanie. 
În 1999 Scour Inc. a lansat  MyCaster, un software MP3 player similar cu Winamp. Această aplicație permitea  utilizatorului să transmită în timp real propriile fișiere audio către site-ul web, care  amplifica semnalul și îl lista pe site-ul său pentru a putea fi accesat de oricine. 
În România instituția Consiliul Național de Reglementare al Domeniului Audiovizual are în atribuții supervizarea și păstrarea ordinii în domeniul comunicațiilor în eter. Majoritatea posturilor de radio românești au și o variantă online și din ce în ce mai multe funcționează exclusiv pe internet.

## Tehnologie

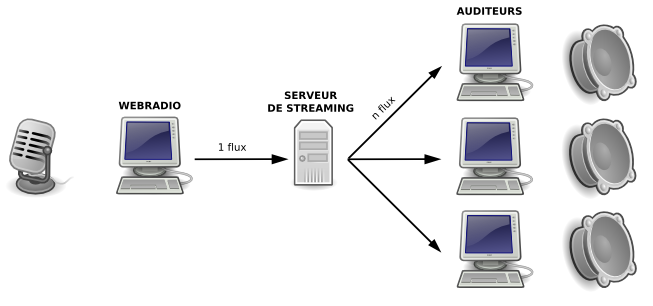
Schema de emisie a unui radio pe internet

Pentru o emisie de radio on line sunt necesare trei componente principale: sursa de emisie, un server retransmițător (repetitor) de emisie și un player de recepție la ascultător pe un PC. 
Radioul pe internet din prezent folosește tehnologia web 2.0 și este distribuit în principal prin streaming. Informațiile sunt trimise sub formă de biți printr-o conexiune TCP/IP, apoi reasamblați și redați cu o întârziere (timp de lag) în aproximativ două secunde. 
Ratele de transfer pot varia de la 24 de kb/s (emisii talk show) la 320 de kb/s (pentru înregistrări audio). Un sunet de calitate necesită minim 128 kb/s, care este posibil numai cu o conexiune de mare viteză. 
Formatele utilizate sunt în special MP3, Ogg, AAC, și mai recent MP3pro o extensie a acestuia, care permite dublarea ratelor de transfer (o rată de 64 kb/s devine 124 kb/s). MP3 pro este integrat în playerul JetAudio și plugin pentru Winamp.

### Software
Pentru a putea asculta transmisiile audio este nevoie și de un software de playback audio, care este capabil să citească pachetele de date. 
Câteva playere populare sunt: 
- Winamp pentru Windows
- iTunes pentru Macintosh și Windows
- XMMS pentru UNIX/Linux
- Adobe Flash, conceput pentru Adobe Flash Player
- RealMedia conceput pentru software-ul RealPlayer
- QuickTime, inclus în QuickTime Player

Alte soluții de redare streaming sunt bazate pe plugin-uri:
Advanced Systems Format, SHOUTcast, Icecast, Streamcast, phpStreamcast, stream-db și IceS. 

### Servere de radio internet

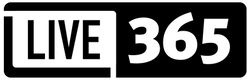
Logo-ul Live365

Aceste servere de radio web listează mii de stații de Internet radio care acoperă o varietate de genuri muzicale și/sau talk show-uri.
Dintre cele mai populare rețele de radio pe internet sunt Live365 și SHOUTcast. Spre deosebire de alte site-uri, SHOUTcast permite utilizatorilor să-și seteze propriile servere de radio pe Internet. 
Printre alternative se numară: RadioTower Arhivat în 1 mai 2015, la Wayback Machine., Icecast, Xiph.org, TuneIn, RadioGuide, sau platforma românească Radio pe net.

## Avantaje și dezavantaje
Deoarece semnalul radio este trimis pe Internet prin WWW, se poate accesa o anumită stație radio de oriunde din lume.
În comparație cu radioul tradițional, radioul pe Internet nu este limitat doar la audio, recepția pe Internet poate fi completată cu poze sau grafice, texte, camere web de chat și alte link-rui aflate pe site-ul stației.
Majoritatea radiourilor on-line pot fi ascultate gratuit, abonamentul la internet fiind singurul cost pentru utilizator. 
Radioul on line este mai puțin accesibil decât cel tradițional, deoarece necesită unele cunoștințe tehnice și o familiaritate cu mediul de calculatoare și internet.

## Bibligrafie
- scribd.com: Lucrare de licență – Presa on line, Cap.5.3: Radioul on line[nefuncțională]